# Kufa
Kufa (arabisch الكوفة, al-Kūfa) ist eine Stadt im Irak. Sie liegt am Ufer des Euphrat, rund 10 Kilometer nordöstlich von Nadschaf in der Provinz Nadschaf. Die Einwohnerzahl beträgt rund 128.000 (Stand 1. Januar 2005). Die Stadt war in frühislamischer Zeit sehr bedeutend. Die sogenannte Kufische Schrift ist nach ihr ebenso benannt wie die Kopfbedeckung Kufiyya (Palästinensertuch). In Kufa steht die Große Moschee, eine der ältesten Moscheen der islamischen Welt.

## Geschichte
Die Region gehörte in vorislamischer Zeit zum Machtbereich der persischen Sassaniden, die in der Nähe des heutigen Kufa im Jahre 634 ein angreifendes muslimisches Heer zurückschlagen konnten.
Kufa wurde im Jahre 638 als Misr (arabische Lagerstadt) gegründet, als dort 30.000 Veteranen angesiedelt wurden (wobei die Badschīla die größte Stammesgruppe bildeten). Kufa war nach Ansicht mancher die erste eigentliche „Hauptstadt“ des islamischen Reiches, da sich dort auch zahlreiche Verwaltungseinrichtungen befanden. Bis in die Zeit Uthmans hatten dort allerdings auch Anhänger des Musailima aus dem Stamm der Banū Hanīfa ihre eigene Moschee.
Der Kalif ʿUmar ibn al-Chattāb setzte 641 den Prophetengefährten ʿAmmār ibn Yāsir als Statthalter von Kufa ein. 657 machte der vierte Kalif ʿAlī ibn Abī Tālib Kufa zu seiner Hauptstadt. Nach seiner Ermordung und der Selbstproklamierung Muʿāwiyas zum Kalifen wurde Kufa zum Zentrum der alidischen Opposition gegen die Umayyaden. Während des Zweiten Bürgerkriegs machte sich die Stadt für knapp zwei Jahre (685–687) unter al-Muchtār ibn Abī ʿUbaid selbständig.
Um die Mitte des 8. Jahrhunderts expandierte von Kufa aus die hanafitische Rechtsschule. Gleichzeitig war Kufa ein wichtiges Zentrum der Schia. So ging von Kufa die zaiditische Ausrichtung der Schia aus, deren Begründer Zaid ibn ʿAlī 739/40 hier einen Aufstand gegen die Umayyaden angeführt hatte und während der Straßenkämpfe umkam. Nachdem im August 749 die Truppen von Abū Muslim die Stadt eingenommen und die Umaiyaden beseitigt hatten, wurde der Schiitenführer Abū Salama als Gouverneur über die Stadt eingesetzt. Er bemühte sich darum, den Aliden das Kalifat zu sichern, doch blieben diese Versuche erfolglos, weil die verschiedenen Aliden, die er anschrieb, nicht reagierten, dafür aber die Abbasiden ihren Anspruch auf den Thron geltend machten. Am 28. November 749 wurde Abu l-Abbas as-Saffah in der großen Moschee von Kufa zum neuen Kalifen ausgerufen, womit der Übergang der Macht von den Umaiyaden zu den Abbasiden vollzogen war.

## Persönlichkeiten
- Buhlul (um 749–805), Sufi (islamischer Mystiker), Musiker, Bettler und Stadtnarr
- al-Kindī (um 800–837), Wissenschaftler, Mathematiker, Arzt und Musiker
- Abū Hanīfa (um 699-767), Islamischer Großgelehrter des Rechts (Fiqh)